# North Star Grand Prix
A North Star Grand Prix (conhecida como Nature Valley Grand Prix até 2013) são duas competições de ciclismo amadoras por etapas americanas disputadas no Minnesota como parte do North Star Bicycle Festival.
Foram criadas em 1999 e fazem parte do USA Cycling National Racing Calendar.

## Palmarés
| Ano  | Vencedor           | Segundo            | Terceiro              |
| ---- | ------------------ | ------------------ | --------------------- |
| 1999 | Dale Sedgewick     |                    |                       |
| 2000 | Robbie Ventura     |                    |                       |
| 2001 | Frank McCormack    | Kirk O'Bee         |                       |
| 2002 | John Lieswyn       | Chris Horner       | Robert Ventura        |
| 2003 | Trent Klasna       | Viktor Rapinski    | John Lieswyn          |
| 2004 | Ben Jacques-Maynes | Caleb Manion       | Jason Lokkesmoe       |
| 2005 | John Lieswyn       | Aaron Olsen        | Brian Jensen          |
| 2006 | Karl Menzies       | Greg Henderson     | Nathan O'Neill        |
| 2007 | Ivan Stević        | Rory Sutherland    | Kirk O'Bee            |
| 2008 | Rory Sutherland    | John Murphy        | Ivan Stević           |
| 2009 | Rory Sutherland    | Tom Zirbel         | Lucas Sebastián Haedo |
| 2010 | Rory Sutherland    | Scott Zwizanski    | David Veilleux        |
| 2011 | Jesse Anthony      | Bernard Van Ulden  | Luis Amarán           |
| 2012 | Tom Zirbel         | Ben Jacques-Maynes | Andrés Díaz           |
| 2013 | Mike Friedman      | Andrés Díaz        | Eric Marcotte         |
| 2014 | Ryan Anderson      | Luis Amarán        | Jesse Anthony         |
| 2015 | Tom Zirbel         | Mac Brennan        | Nicolae Tanovitchii   |
| 2016 | Evan Huffman       | Brad Huff          | Tom Zirbel            |
| 2017 | Colin Joyce        | Brandon McNulty    | Bryan Gomez           |

## Palmarés por países
| País           | Vitórias |
| -------------- | -------- |
| Estados Unidos | 13       |
| Austrália      | 4        |
| Sérvia         | 1        |
| Canadá         | 1        |